# Alexia Nizozemská
Princezna Alexia Nizozemská, princezna oranžsko-nasavská (* 26. červen 2005, Haag, Nizozemsko, celým jménem: Alexia Juliana Marcela Laurentien) je druhá dcera nizozemského krále Viléma-Alexandra a královny Máximy. Princezna Alexia je členkou nizozemské královské rodiny a druhá v linii následnictví na nizozemský trůn.

## Život
Princezna Alexia se narodila 26. června 2005 v nemocnici Bronovo v Haagu jako druhé dítě Viléma-Alexandra, tehdejšího prince Oranžského a jeho manželky Máximy. Její strýcové princ Friso a Juan Zorreguieta, vévodkyně z Brabantu, jonkvrouwe Alexandra Jankovich de Jeszenice a jonkheer Frans Ferdinand de Beaufort, byli jejími kmotry při křtu reverendem Deodaat van der Boonem dne 19. listopadu 2005 v Dorpskerku ve Wassenaaru.
Princezna Alexia navštěvovala veřejnou základní školu Bloemcampschool ve Wassenaaru. Od srpna 2017 navštěvovala střední školu Christelijk Gymnasium Sorghvliet v Haagu. Od srpna 2021 pokračuje ve středoškolském studiu na United World College of the Atlantic ve Walesu, kde byl studentem její otec. Alexia mluví nizozemsky, anglicky a španělsky.

## Tituly
- Od 26. června 2005: Její královská Výsost Alexia Nizozemská, princezna Oranžsko-nasavská.